# Condado de St. Croix
O Condado de St. Croix é um dos 72 condados do Estado americano do Wisconsin. A sede do condado é Hudson, e sua maior cidade é Hudson. O condado possui uma área de 1 906 km² (dos quais 36 km² estão cobertos por água), uma população de 63 155 habitantes, e uma densidade populacional de 34 hab/km² (segundo o censo nacional de 2000). O condado foi fundado em 1840.